# Platycoelia nervosa
Platycoelia nervosa är en skalbaggsart som beskrevs av Kirsch 1871. Platycoelia nervosa ingår i släktet Platycoelia och familjen Rutelidae. Inga underarter finns listade i Catalogue of Life.